# Лигей пятнистый
Лигей пятнистый (лат. Lygaeus equestris) — вид клопов семейства наземников.
Клопы вырастают длиной около 11—12 миллиметров. Их можно узнать по красно-чёрному рисунку поверхности его тела, полностью развитым крыльям и длинным, сильным ногам. Чёрные пятна верхней части тела образуют узор, напоминающий рыцарский крест. Характерным является также круглое белое пятно на мембранах, которое характерно для передних крыльев клопов. Поскольку мембраны перекрываются, они кажутся объединёнными в одно пятно.
Лигея пятнистого можно спутать с распространённым клопом-солдатиком (Pyrrhocoris apterus).
Вид распространён от южной Англии до Сибири и от центральной Швеции до Средиземноморья. Клопы часто встречаются в более тёплых местах на сухих лугах, в редких лесах, в кустарниках и на рудеральных участках. Они часто бегают вместе по земле или лазают по растениям.
Красно-чёрный рисунок клопов оказывает сдерживающее воздействие и служит для защиты животных (мимикрия Мюллера или Бейтса). Более крупные скопления таких видов усиливают сдерживающий эффект передачи сигналов против хищников. Как и многие клопы, лигей пятнистый питается растительными соками. В частности, он обитает на ластовене лекарственном (Vincetoxicum hirundinaria), адонисе весеннем (Adonis vernalis) и иногда одуванчике. Благодаря накоплению и переработке ядовитых веществ, содержащихся в пищевых растениях, клопы несъедобны для потенциальных хищников.
Поиск партнёра осуществляется по звукам, которые едва слышны человеческому уху. Спаривание может продолжаться до 24 часов. Яйца откладываются в траве на земле. В возрасте около года насекомые зимуют на стадии имаго.
На следующих фотографиях показано несколько этапов развития лигея пятнистого в стадии нимфы.
- светлая форма в южной Франции
- Имаго вскоре после последней линьки

## Подвиды
- Lygaeus equestris equestris  (Linnaeus, 1758)
- Lygaeus equestris sicilianus   (Wagner, 1955)[2]